# Saison 2016-2017 du Sporting Club de Bastia
Dernière mise à jour : 30 octobre 2016.
Chronologie
Saison précédente Saison suivante
La saison 2016-2017 du Sporting Club de Bastia est la trente-quatrième saison du club corse de football en Ligue 1, la première division française de football, la cinquième saison consécutive depuis son retour dans l'élite en 2012.

## Saison 2016-2017

### Ligue 1

#### Classement
| Rang | Équipe              | Pts | J  | G  | N  | P  | Bp | Bc | Diff | Qualification ou relégation            |
| ---- | ------------------- | --- | -- | -- | -- | -- | -- | -- | ---- | -------------------------------------- |
| 16   | Dijon FCO P         | 37  | 38 | 8  | 13 | 17 | 46 | 58 | −12  |                                        |
| 17   | SM Caen             | 37  | 38 | 10 | 7  | 21 | 36 | 65 | −29  |                                        |
| 18   | FC Lorient          | 36  | 38 | 10 | 6  | 22 | 44 | 70 | −26  | Participation au barrage de relégation |
| 19   | AS Nancy-Lorraine P | 35  | 38 | 9  | 8  | 21 | 29 | 52 | −23  | Relégation en Ligue 2                  |
| 20   | SC Bastia           | 34  | 38 | 8  | 10 | 20 | 29 | 54 | −25  | Rétrogradation en National 3           |